# Walddorfhäslach
Walddorfhäslach là một thị xã nằm ở huyện Reutlingen, thuộc bang Baden-Württemberg của Đức.